# Plan de Belha
El Plan de Belha (endotopònim: Plan de Belha en occità) és un altiplà muntanyós dels Pirineus amb una estació d'esquí entre Tarascon d'Arieja i Acs, al País de Foix.
Durant molt de temps, aquest altiplà només va ser un lloc de cria, especialment per al bestiar boví. Recentment s’ha convertit en el lloc d'una important estació d'esports d'hivern als Pirineus, dedicada principalment a la pràctica de l'esquí de fons, amb pistes situades entre els 1800 i els 2 000 m altitud. A més, l'altiplà de Belha és un punt de pas de la ruta de senderisme GR 10 que travessa els Pirineus d'est a oest.
Finalment, des de 1998, l'ascensió de Les Cabannes a l'altiplà constitueix regularment l'ascens final d'una etapa del Tour de França. L'altiplà de Belha també té la particularitat que tots aquells que van guanyar l'etapa al seu cim han guanyat posteriorment el Tour a París, excepte el 2011.

## Geografia de l'altiplà

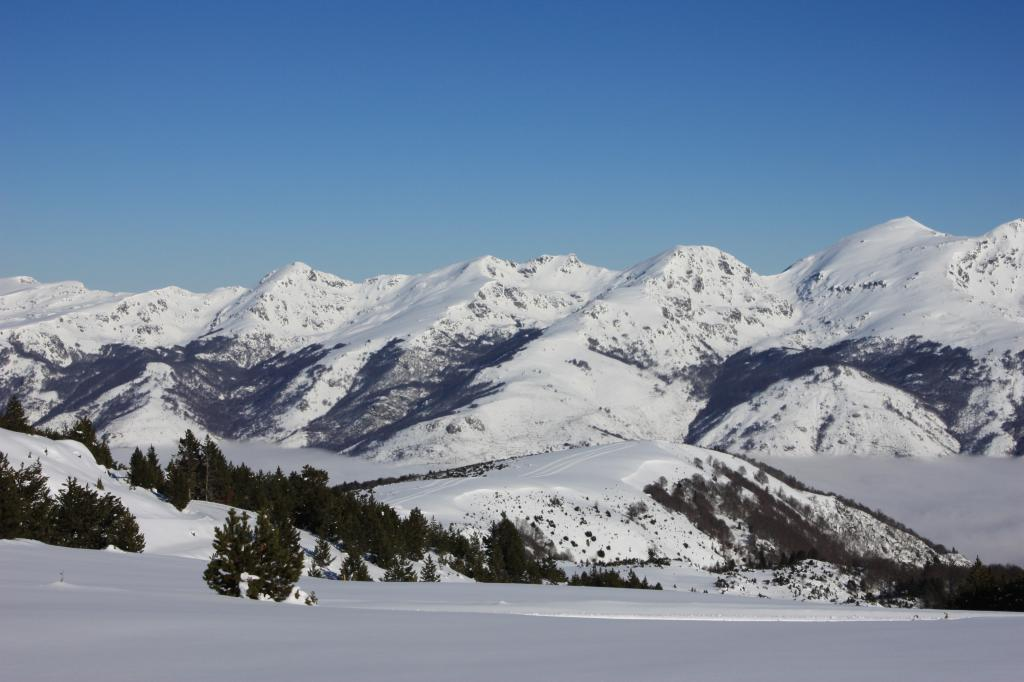
Altiplà de Belha nevat.

L'altiplà de Belha està delimitat per la vall de dos afluents de l'Arieja: l' Aston a l'oest, la riera de Labail a l'est. Acaba al sud amb el coll de Finestres (1.967 m) per on passa el GR 10.; al nord, pel vessant que baixa fort cap a la vall de l'Arieja.
Tota la zona així delimitada es caracteritza per plans l'altitud dels quals es troba entre els 1.700 i els 2.000 metres aproximadament, sobre una superfície d'aproximadament 1.450 hectàrees.

### Geologia
El substrat de l'altiplà es compon principalment de gneis (de Riète o gneis Aston), és a dir, un granit metamorfosat per un buit plutònic. Format durant el Cenozoic, va experimentar un primer augment durant la formació dels Pirineus fa 40 a 50 milions d'anys, amb diversos nivells entre 25 i 10 milions d'anys, i després un nou augment. Al Quaternari, la seva perifèria estava delimitada per profundes valls glacials.

## L'estació d'esquí
Creada el 1988, l'estació d'esquí nòrdic de l'altiplà de Belha es va inaugurar el 1989. Les instal·lacions inclouen 70 km de pistes d'esquí de fons, 42 km de pistes de raquetes de neu, un estadi de biatló i una escola de trineus per a gossos. A l'estiu s’organitzen, entre altres coses, patinets remolcats per gossos de trineu i passejades per descobrir el pastoratge. Les pistes de BTT segueixen la ruta de les pistes d'esquí de fons. Aquesta és una estació diürna: a excepció dels bivacs en estructures lleugeres, que es van crear a partir del 2007, no es proporciona cap allotjament.
En termes d'assistència i ingressos, Belha el 2008 va ser la primera estació d'esquí nòrdic als Pirineus i la 4a a França. L'hivern de 2011, l'estació va registrar 128 dies operatius, generant aproximadament 64.667 dies nòrdics per una facturació de 440.334 €.
La gestió la porta a terme la Régie des Espaces Nordiques des Vallées d'Ax (RENVA) sota la supervisió de la comunitat de municipis de les Vallées d'Ax. El complex és soci dels seus veïns Ax 3 Domaines, Chioula i Ascou-Pailhères.